# Star Trek: Legacy
Star Trek: Legacy is een real-time strategy videospel voor de PC en Xbox 360. Het spel is ontwikkeld door Mad Doc Software en is uitgegeven door Bethesda Softworks.

## Gameplay
In het spel bestuurt de speler verschillende schepen van Starfleet (Star Trek). In het spel zijn schepen verwerkt uit de The Original Series-, The Next Generation- en Enterprise-televisieseries.
De speler kan zowel één schip besturen als een hele vloot. In totaal kan de speler een vloot besturen van 4 verschillende schepen. De taken die uitgevoerd moeten worden variëren. De speler zal zowel moet vechten als verkennen.

## Stemacteurs
Verschillende acteurs hebben meegewerkt om de dialogen in te spreken, waaronder Patrick Stewart als Jean-Luc Picard en Scott Bakula als Jonathan Archer.